# 鄭俊英KakaoTalk對話群組
鄭俊英KakaoTalk對話群組（韓語：정준영 카카오톡 채팅방）是指於2019年被揭發的韓國娛樂圈性犯罪醜聞。

## 發展

### 背景
鄭俊英出生於1989年2月21日印尼，曾在中國、印尼、法國、日本和菲律賓等地生活，19歲時回到韓國定居。在事件發生之前，他正在參與Drug Restaurant的美國巡迴演出。
2016年8月6日，鄭俊英曾涉嫌於同年2月13日使用手機偷拍其性愛影片，雙方於檢方調查結束後達成和解。2016年9月29日，《兩天一夜》製作組表示鄭俊英將暫時離開節目，隔年1月6日回歸《兩天一夜》節目錄製，於2017年1月15日起出現於播出節目中。

### 2019年3月12日至16日
在3月14日，龍俊亨承認觀看該群組裡未經該女子許可錄製的一段性愛錄像，並參與不適當的談話內容。龍俊亨 被SBS記者惡意編輯為鄭俊英KakaoTalk對話群組成員，但經調查後，俊亨否認並確實沒有在群組裡，也沒有參與任何偷拍及散播性愛影片，而是過去與鄭俊英一對一的對話中曾收過影片(警方調查顯示非偷拍)，影片中的女方當時已經提告，因此並不存在知情不報的問題。為了保護Highlight名聲，俊亨仍在Instagram發文退出團體，公司隨後發出聲明表示尊重並宣布俊亨退出組合。

## 牽涉/被牽涉的知名人士
| 姓名     | 原名   | 原名            | 備註                 | 結果                       |
| 姓名     | 諺文   | 羅馬拼音        | 備註                 | 結果                       |
| -------- | ------ | --------------- | -------------------- | -------------------------- |
| 鄭俊英   | 정준영 | Jung Joon-young | 《兩天一夜》前主持人 | 已拘留並起訴 判有期徒刑6年 |
| 勝利     | 이승현 | Lee Seung-hyun  | BIGBANG前成員        | 判有期徒刑1年6月           |
| 崔鍾訓   | 최종훈 | Choe Jong-hun   | FTIsland前成員       | 已拘留並起訴 判有期徒刑5年 |
| 劉仁碩   | 유인석 | Yoo In-suk      | 朴韓星的丈夫         |                            |
| 權赫俊   | 권혁준 | Kwon Hyuk-jun   | 少女時代俞利的哥哥   | 已拘留 判有期徒刑4年       |
| 李宗泫   | 이종현 | Lee Jong-hyun   | CNBLUE前成員         | 不起訴                     |
| 龍俊亨   | 용준형 | Yong Jun-hyung  | Highlight前成員      | 確認不在群組 不起訴        |
| Roy Kim  | 김상우 | Kim Sang-woo    | SOLO歌手             | 確認不在群組 不起訴        |
| Eddy Kim | 김정환 | Kim Jung-hwan   | SOLO歌手             | 確認不在群組 不起訴        |

## 抗議事件

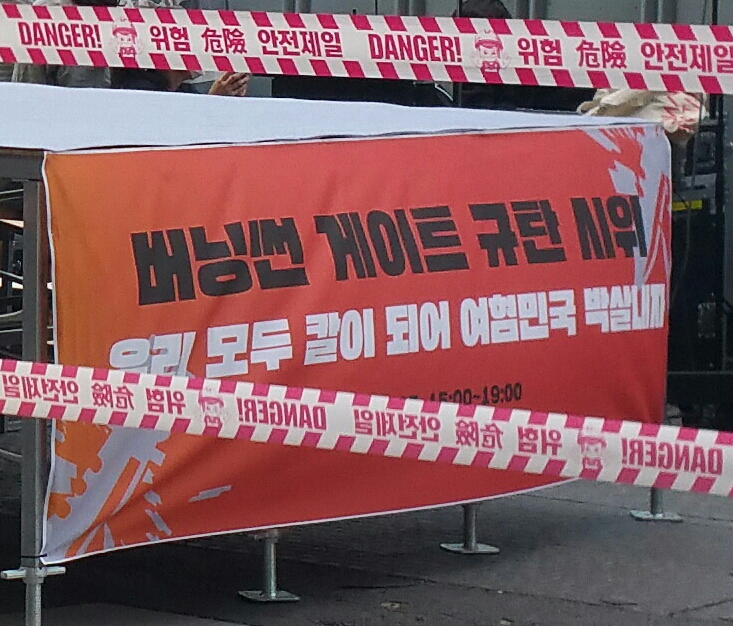
2019年5月25日抗議集會。

該事件引發2019年3月8日國際婦女節的街頭抗議，並一直持續至年底。